# كوين جليسون
كوين جليسون (بالإنجليزية: Quinn Gleason)‏ هي لاعب كرة مضرب أمريكية، ولدت في 10 نوفمبر 1994 في ميندون في الولايات المتحدة.

## وصلات خارجية
- كوين جليسون على موقع رابطة محترفات التنس (الإنجليزية)
- كوين جليسون على موقع الاتحاد الدولي لكرة المضرب (الإنجليزية)
- كوين جليسون على موقع بطولة ويمبلدون (الإنجليزية)
- كوين جليسون على موقع خلاصة التنس.كوم (الإنجليزية)
- كوين جليسون على موقع إي إس بي إن.كوم (الإنجليزية)